# Herb gminy Gniewino
Herb gminy Gniewino symbol gminy Gniewino, ustanowiony 16 listopada 1991.

## Wygląd
Herb przedstawia na tarczy typu gotyckiego koloru granatowego w centralnej części umieszczono gryfa z czarnym ogonem i złotą koroną na głowie. Jest on otoczony i wpisany w białą podkowę. W jej centralnym punkcie na jej górze i na dole po jej obu stronach znajdują się trzy krzyże różnej wielkości.